# بخش کوداگو
بخش کوداگو (به انگلیسی: Kodagu district) یک بخش در هند است که در کارناتاکا واقع شده‌است. بخش کوداگو ۴٬۱۰۲ کیلومتر مربع مساحت و ۵۵۴٬۵۱۹ نفر جمعیت دارد و ۹۰۰ متر بالاتر از سطح دریا واقع شده‌است.